# Крај рата (филм)
Крај рата је југословенски филм снимљен 1984. године у режији Драгана Кресоја, а сценарио је писао Гордан Михић по идеји Бранка Балетића.

## Радња
Филм Крај рата своју радњу заснива на последњим данима Другог светског рата, у амбијенту тоталног хаоса и безнађа. У таквом окружењу се развија прича о злочину и казни, и вечита тема о губитку и освети. Са својим, преживелим осмогодишњим сином, отац полази у потрагу за убицама своје жене, дечакове мајке. У потрагу за злочинцима, отац полази на основу фотографије на којој су они овековечили своје злодело. Убице, један по један, губе живот од руке осветника, а у првим данима слободе цела прича достиже своју кулминацију.

## Улоге
| Глумац                   | Улога                                  |
| ------------------------ | -------------------------------------- |
| Велимир Бата Живојиновић | Бајо Лазаревић                         |
| Марко Ратић              | Вукола Лазаревић                       |
| Горица Поповић           | Милка Лазаревић                        |
| Неда Арнерић             | Надица Вукeлић                         |
| Александар Берчек        | Бора Живаљевић                         |
| Радко Полич              | Кристијан                              |
| Мирољуб Лешо             | Јозо                                   |
| Богдан Диклић            | Алојзије Зaдро                         |
| Јосиф Татић              | Хаско                                  |
| Милош Кандић             | Вијук                                  |
| Столе Аранђеловић        | Власник кафане                         |
| Љиљана Шљапић            | Марија                                 |
| Растислав Јовић          | Доктор                                 |
| Божидар Павићевић Лонга  | Масни                                  |
| Михајло Животић          | Полицијски агент                       |
| Владан Живковић          | Полицијски агент                       |
| Предраг Милинковић       | Полицијски агент                       |
| Мића Томић               | Старац                                 |
| Петар Лупа               | Човек пред чијом кућом је убијен Хаско |
| Ванеса Ојданић           | Жена пред чијом кућом је убијен Хаско  |
| Бата Камени              | Кондуктер у возу                       |
| Вука Дунђеровић          | Баба Аница                             |
| Горјана Јањић            | Жена у возу                            |
| Зоран Покупец            | Човек који пушта танго на грамофону    |
| Мартин Бахмец            |                                        |
| Дамјан Клашња            |                                        |
| Миомир Радевић Пиги      | Човек који пева у возу (у средини)     |
| Гордана Јањић            |                                        |
| Стеван Грубић            |                                        |
| Нина Хладило             |                                        |
| Дарко Остојић            |                                        |
| Ина Сврзе                |                                        |
| Дамиан Грилц             |                                        |
| Славољуб Плавшић         | Човек који пева у возу (до прозора)    |
| Ратомир Пешић            |                                        |

### Каскадери
- Драгомир Станојевић - Бата Камени
- Славољуб Плавшић Звонце